# 애마부인 10
"애마부인 10"(Madame Emma 10)은 한국에서 제작된 석도원 감독의 1994년 드라마 영화이다. 오노아 등이 주연으로 출연하였고 최춘지 등이 제작에 참여하였다.

## 출연

### 주연
- 오노아 (조윤희)
- 원식

### 조연
- 유미희
- 홍승미
- 고형준
- 유성
- 한영남

## 기타
- 제작실장: 박계봉
- 제작진행: 김태형
- 촬영부: 방수용
- 촬영부: 오태환
- 촬영부: 박훈
- 조명: 한희창
- 조명부: 신경만
- 조명부: 윤동우
- 조명부: 이영재
- 조연출: 홍성원
- 조연출: 최병만
- 스크립터: 최지선
- 미용: 서귀포 하늬미용실
- 분장: 조명미
- 옵티컬: 윤종두
- 효과: 양대호